# Barbican à tête jaune
Stactolaema anchietae
Espèce
Statut de conservation UICN

 LC  : Préoccupation mineure
Le Barbican à tête jaune (Stactolaema anchietae) est une espèce d'oiseaux de la famille des Lybiidae, dont l'aire de répartition s'étend de la République démocratique du Congo, à la Zambie et l'Angola.

## Liste des sous-espèces
D'après la classification de référence (version 5.2, 2015) du Congrès ornithologique international, cette espèce est constituée des trois sous-espèces suivantes (ordre phylogénique) :
- Stactolaema anchietae katangae (Vincent, 1934)
- Stactolaema anchietae anchietae (Barbosa du Bocage, 1869)
- Stactolaema anchietae rex (Neumann, 1908)